# Carel Bruens
Carolus Gerardus Maria (Carel) Bruens (Ravenstein, 14 november 1925 – Leiden, 7 september 2024) was een Nederlands glasontwerper, schilder en tekenaar.

## Leven en werk
Carel Bruens studeerde eerst aan de kunstacademie in Arnhem en daarna aan de kunstacademie in Den Haag. Vanaf eind jaren 50 ontwierp hij glas-in-loodramen voor vele kerken in Nederland. De ramen van Bruens hebben vrijwel altijd de Bijbel als inspiratiebron. Ontwerpen van hem zijn onder meer te vinden in de Adventskerk (Zoetermeer), de Dorpskerk in Voorschoten, de Heilige Nicolaaskerk in Haren, de Open Hofkerk in Katwijk en een tiental andere kerken. Naast werk met glas was Bruens met diverse andere materialen actief. Hij schilderde en tekende ook, zowel figuratief als abstract.
Carel Bruens gaf van 1958 tot 1987 kunstonderwijs aan het Aloysius College in Den Haag.
Bruens overleed in september 2024 op 98-jarige leeftijd.

## Werk van Bruens

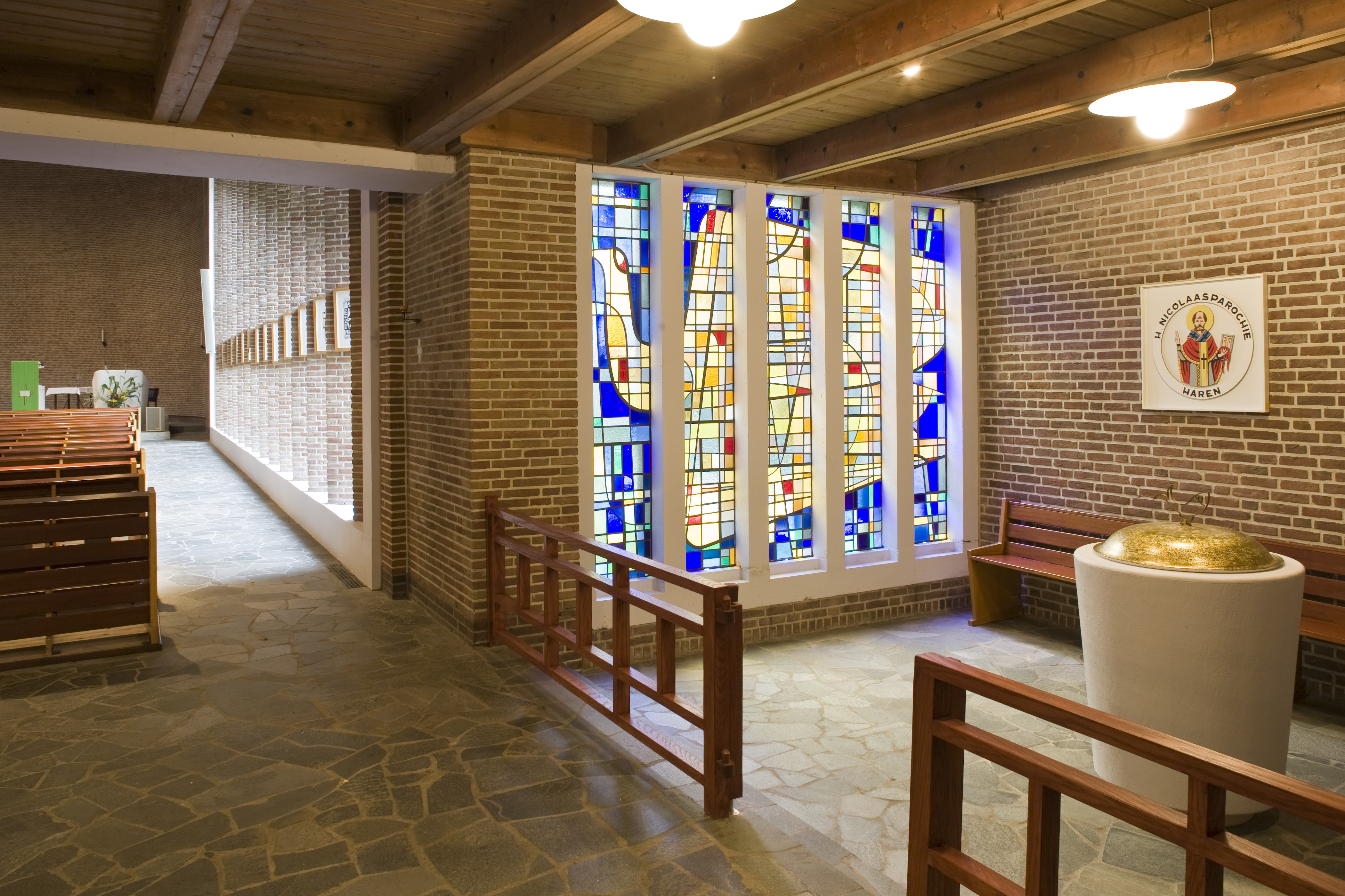
Heilige Nicolaaskerk (Haren) (1959)
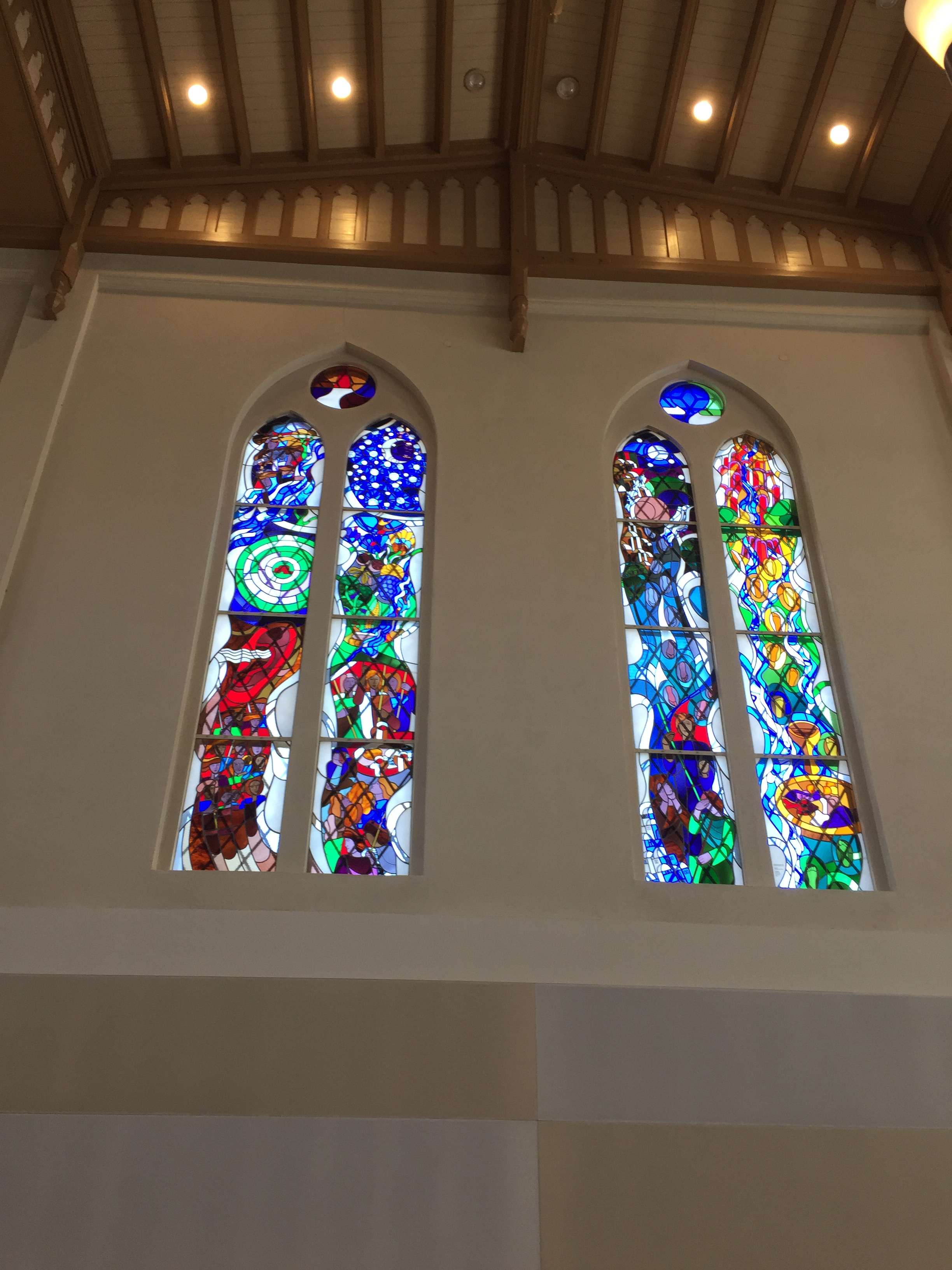
Dorpskerk Voorschoten (2002)
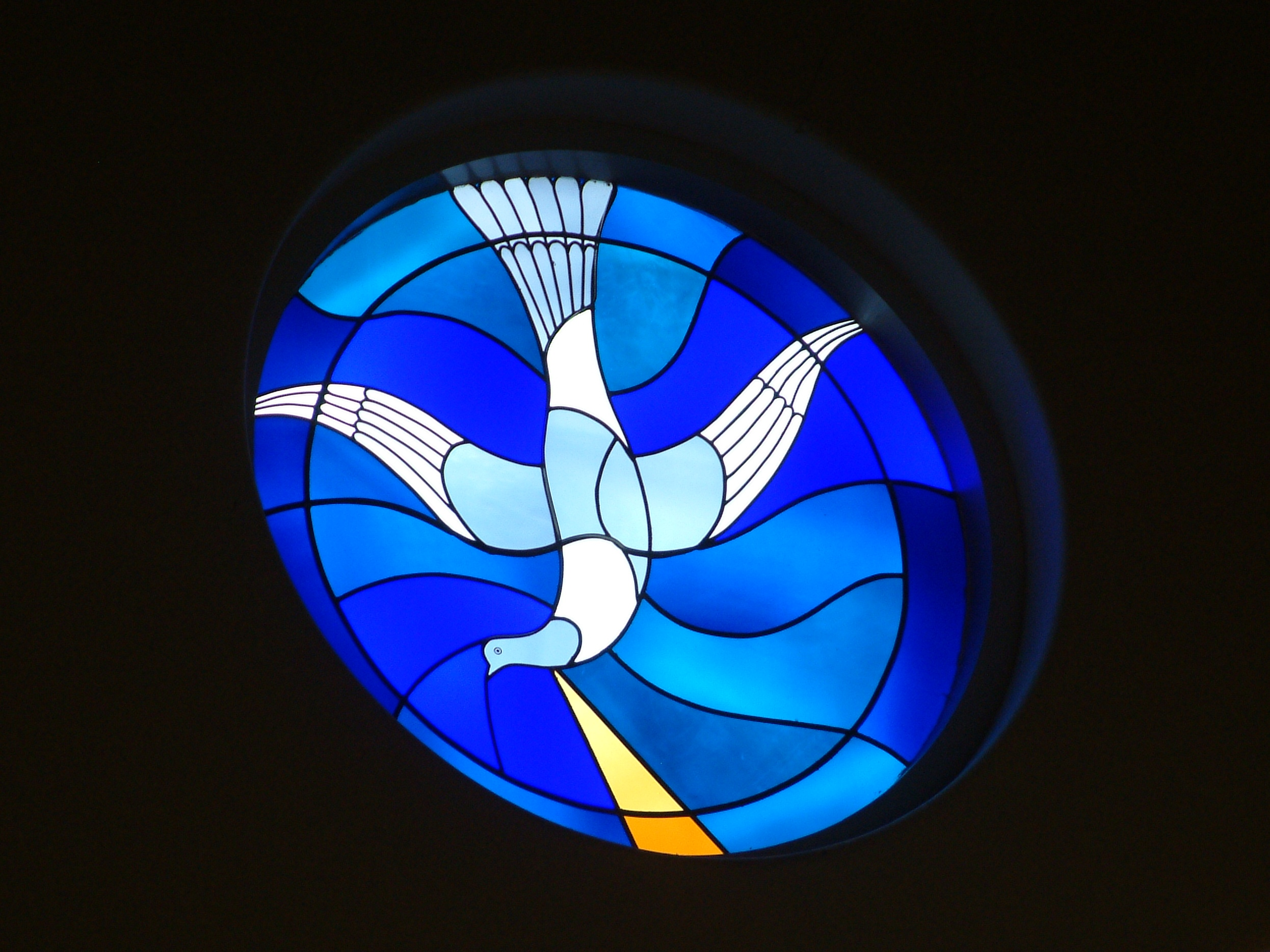
Adventskerk Zoetermeer (2004)

## Publicaties
- Wim van der Eijkel et al.: Duizend jaar Dorpskerk Voorschoten. Geschiedenis van kerk, toren, kerkhof, orgel, pastorie en schoolhuis. Leiden, Ginkgo, 2020. ISBN 9789071256851